# Diébougou
Diébougou is een stad in Burkina Faso en is de hoofdplaats van de provincie Bougouriba.
Diébougou telde in 2006 bij de volkstelling 17.226 inwoners.
De stad is sinds 1968 de zetel van het rooms-katholieke bisdom Diébougou.